# Jacques Grumbach
Pour les articles homonymes, voir Grumbach.
Jacques Grumbach, né le 19 avril 1902 à Paris 12e et mort assassiné le 26 novembre 1942 près du Pas-de-Bouc, dans le massif de l'Aston à Gestiès en Ariège, est un journaliste, militant socialiste ainsi qu'un résistant français.

## Biographie
Jacques Grumbach, proche de Léon Blum et de la SFIO, est journaliste au Populaire. Il adhère à la  SFIO en 1925. Il a également été rédacteur en chef du journal socialiste Révolte (22 numéros de février 1931 à août-septembre 1934) sous la direction de Paul Favier. Il seconde également son père Jules Grumbach dans la gestion de l'entreprise familiale de négoce de tissus.
Il se présente deux fois aux législatives dans l'Aube dans la circonscription de Nogent-sur-Seine (1932) et dans celle d'Arcis-sur-Aube (1936). Il est conseiller général du canton de Romilly de 1934 à 1940. Il a également été conseiller municipal de Romilly à partir de 1935. Il est membre du courant Bataille socialiste, puis participe à la Gauche révolutionnaire.
Dès 1940, il entre en résistance. Il fonde avec Daniel Mayer le journal du Populaire clandestin à Marseille dès le début de la guerre.

## Circonstances du décès
Jacques Grumbach est chargé par la Résistance de traverser la frontière franco-espagnole pour ensuite rallier Londres afin d'y remettre une certaine somme d'argent en sa possession. Parti d'Ussat-les-Bains le 24 novembre 1942, un petit groupe comprenant notamment le maire de Belfort Pierre Dreyfus-Schmidt (1902-1964), conduit en montagne par le passeur républicain espagnol Lazare Cabrero, se dirige vers le port de Siguer frontalier avec l'Andorre. Dans des conditions climatiques difficiles, Jacques Grumbach se casse une cheville lors de l’ascension à proximité du Pas-de-Bouc. Alors que le groupe continue son ascension, Lazare Cabrero abat alors Jacques Grumbach d'une balle dans la tête, après lui avoir dérobé l'argent que la victime transportait ; il précipite ensuite le corps dans le vide.
Les restes du corps de Jacques Grumbach sont retrouvés le 27 septembre 1950 dans le ravin de Monescur sous le pic du Pas-des-Aigles sur le territoire communal de Gestiès. Sa veuve reconnaît les objets et vêtements ayant appartenu à son mari. 
Lors de son procès, en mai 1953 devant la cour d'assises de Foix, Lazare Cabrero plaide que les ordres étaient de « tuer les clients gravement blessés plutôt que de les abandonner en montagne ou de compromettre, à cause d’eux, la sécurité du convoi ». Lazare Cabrero est acquitté par les jurés.
Jacques Grumbach est enterré auprès de son frère Jean-Pierre Melville au cimetière parisien de Pantin (8e division).

## Famille
Il est le frère du cinéaste Jean-Pierre Melville et le père de Rémy Grumbach.